# مشد الله
مشد الله أو أمشدالة أو مشدالة بلدية بدائرة مشد الله في ولاية البويرة الجزائرية.

## شخصيات البلدية
- منصور المشدالي (631هـ-731هـ)، فقيه جزائري.
- بلقاسم المشدالي (770-858هـ)، فقيه جزائري.
- محمد المشدالي (792هـ-866هـ)، فقيه جزائري.
- أبو عبد الله المشدالي (816هـ-859هـ)، فقيه جزائري.
- عمران المشدالي [الفرنسية] (670هـ-745هـ)، فقيه جزائري.
- محمد بن محمد المشدالي [الفرنسية] (820هـ-864هـ)، فقيه جزائري.

## أعلام
- محمد زعموم
- سليمان عميرات

## مواضيع ذات صلة
- بلديات ولاية البويرة
- دوائر ولاية البويرة